# Robert Emden
Robert Emden, född 4 mars 1862 i St. Gallen, Schweiz, död 8 oktober 1940 i Zürich, Schweiz, var en schweizisk fysiker och teoretisk astronom. Han är mest känd för sin bok, Gaskugeln: Anwendungen der mechanischen Wärmetheorie auf kosmologische und meteorologische probleme, publicerad 1907. Den presenterar en matematisk modell av beteendet hos polytropiska gasformiga stjärnobjekt under påverkan av dess egen gravitation, känd som Lane-Emdens ekvation.

## Biografi
Emden var äldst av tre barn. Han studerade matematik och fysik i Heidelberg och Berlin och avslutade med kandidatexamen i fysik 1885 och doktorsexamen i fysik 1887 vid universitetet i Strasbourg, som vid den tiden låg i det tyska riket. Hans avhandling handlade om ångtrycket av saltlösningar. Han utnämndes till professor i fysik vid Münchens tekniska universitet 1889. Han var docent där i fysik och meteorologi åren 1907–1920.
Emden var medlem i Bayerische Akademie der Wissenschaften från 1920 till 1933. År 1924 blev han hedersprofessor i astrofysik vid Münchens universitet och 1930 medverkade Emden i grundandet av Zeitschrift für Astrophysik och tjänstgjorde som redaktör i sex år. Den 10 juni 1932 blev han medarbetare i Royal Astronomical Society. Han gick i pension 1934.

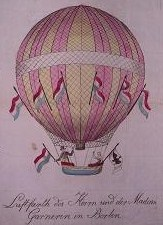
Historisk varmluftsballong.

Emden var en ivrig ballongist och skrev en bok om principerna för ballongnavigering 1910. Han hade alltid en praktisk inställning till fysik, vilket framgår av hans brev till tidskriften Nature från 1938 med titeln "Varför har vi vinteruppvärmning?". Även om han hade gått i pension 1934, fortsatte Emden sin vetenskapliga verksamhet tills han dog i Zürich år 1940. Hans sista uppsats om sjöarnas temperaturproblem publicerades vid tidpunkten för hans död.

## Inflytande inom fysik och meteorologi
Det mesta av Emdens arbete relaterat till termodynamik gällde naturfenomen, medan hans publicerade artiklar fokuserade på geofysik och astrofysik. Emdens bok Gaskugeln: Anwendungen der mechanischen Wärmetheorie auf kosmologische und meteorologische probleme lade fram en matematisk modell för att förklara utvidgningen och komprimeringen av gassfärer. Boken innehåller också ett kort avsnitt om Karl Schwarzschilds teori om konvektiv jämvikt. Hans arbete, tillsammans med Subramanyan Chandrasekhar, fick namnet Emden–Chandrasekhar-ekvationen. I en stor översyn av tidigare arbeten, genom att införa polytropiska lösningar, var modellering av ett mycket bredare område av stjärnobjekt möjligt.
Emdens teorier antydde också att stjärnor har en gräns inom en ändlig radie. Detta arbete, tillsammans med Jonathan Homer Lane, blev känt som Lane-Emden-ekvationen. Denna kan beskrivas som "en andra ordningens vanlig differentialekvation som gäller polytropiska profiler hos densitet". Lane-Emden-ekvationerna studerades senare av Ralph H. Fowler som utvecklade en ny uppsättning lösningar för olika värden av n och för alla typer av gränsvärden. Dessa blev kända som Emden-Fowler-typ differentialekvationer. Emdens konvektiva stjärnmodeller har numera ersatts av radiativ teori.
Emden lade även fram en hypotes, som dock senare har misskrediterats, för att förklara solfläckar.

## Namngivning

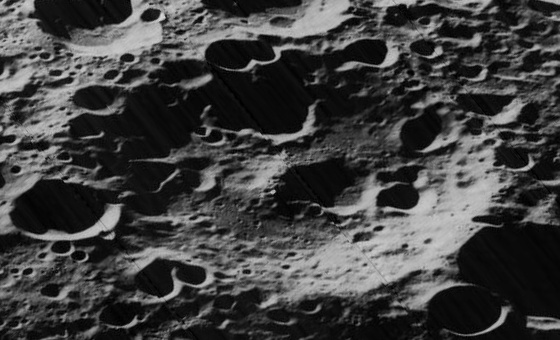
Emdenkratern

Kratern Emden på månen är uppkallad efter honom.